# Problema termomecànic

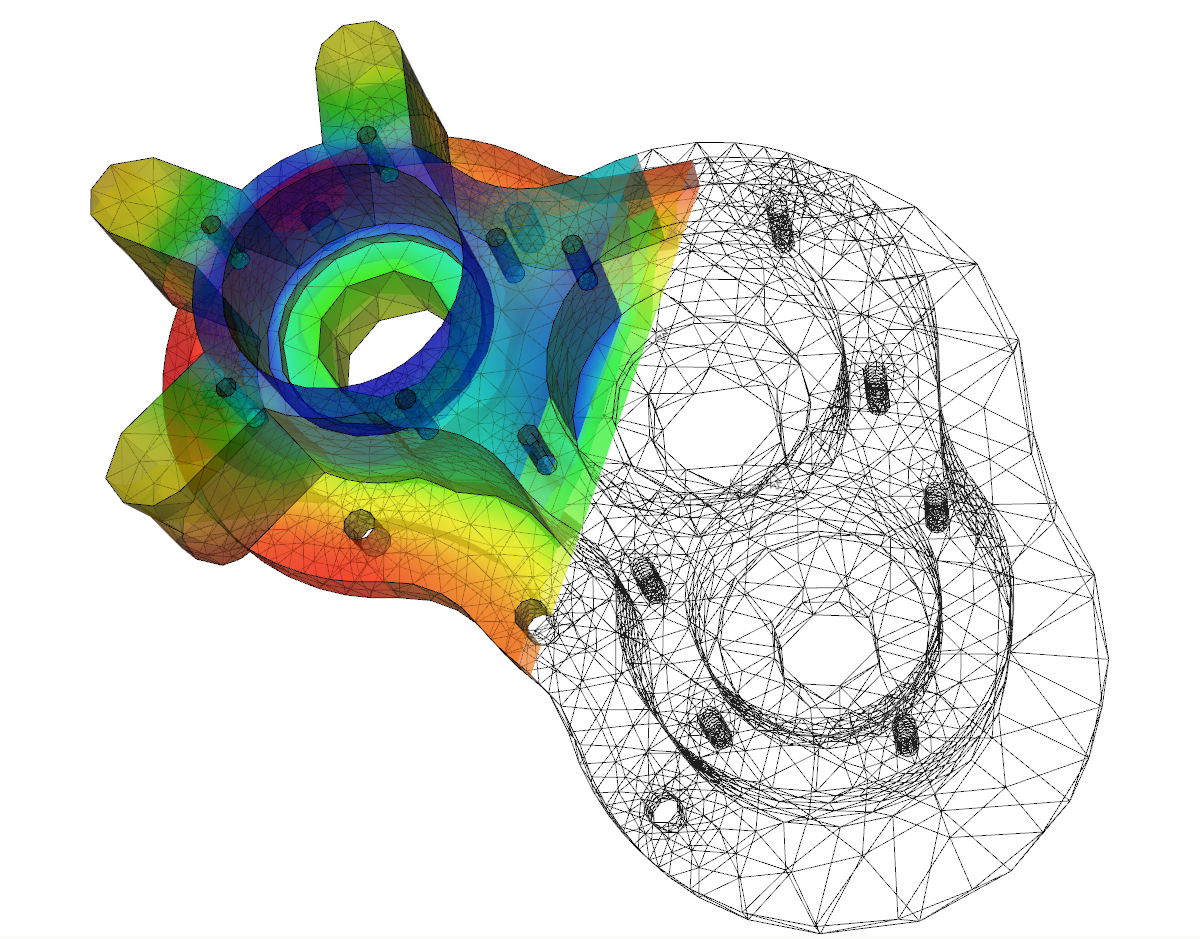
Visualització d'un problema de transmissió de calor en una carcassa de bomba hidràulica. La figura mostra la solució de l'equació de la calor, en el qual la calor es genera internament refrigerant-se la carcassa en el seu exterior, la qual cosa proporciona condueix a una distribució de temperatures estacionària.

Un problema termomecànic és un problema mixt en què existeixen transmissió de calor entre sòlids sotmesos a tensió on els processos de deformació i dilatació tèrmica s'afecten mútuament. Usualment aquests problemes es plantegen com un sistema d'equacions diferencials derivades parcials. Aquests sistemes resulten complexos i actualment és freqüent resoldre'ls numèricament mitjançant el mètode dels elements finits i uns altres similars.

## Equacions del problema termomecànic
Un problema termomecànic general consta de (40+n) equacions per a idèntic nombre de magnituds físiques. El sistema complert forma un sistema de diverses equacions en derivades parcials i relacions funcionals, la majoria d'elles expressant alguna llei de conservació. Les magnituds que intervenen en el problema són:
| magnitud                | símbol                                | tipus          | incògnites |
| ----------------------- | ------------------------------------- | -------------- | ---------- |
| densitat màssica        | {\displaystyle \rho }                 | camp escalar   | 1          |
| velocitat               | {\displaystyle \mathbf {v} }          | camp vectorial | 3          |
| desplaçament            | {\displaystyle \mathbf {u} }          | camp vectorial | 3          |
| tensor de tensions      | {\displaystyle {\sigma }}             | camp tensorial | 9          |
| velocitat de deformació | {\displaystyle {\dot {\varepsilon }}} | camp tensorial | 9          |
| tensor deformació       | {\displaystyle \varepsilon }          | camp tensorial | 9          |
| densitat d'energia      | {\displaystyle u}                     | camp escalar   | 1          |
| flux de calor           | {\displaystyle \mathbf {q} }          | camp vectorial | 3          |
| temperatura             | {\displaystyle \theta }               | camp escalar   | 1          |
| densitat d'entropia     | {\displaystyle s}                     | camp escalar   | 1          |

A continuació es donen les equacions típiques d'un problema termomecànic general:
- Equació de continuïtat o conservació de la massa (1 equació):

{\displaystyle {\frac {d\rho }{dt}}+\rho {\boldsymbol {\nabla }}\cdot \mathbf {v} =0}
- Balanç de la quantitat de moviment (3 equacions):

{\displaystyle {\boldsymbol {\nabla \cdot \sigma }}+\rho \mathbf {f} =\rho {\frac {d\mathbf {v} }{dt}}}
- Balanç del moment angular, que equival al fet que el tensor tensió de Cauchy sigui simètric (3 equacions):

{\displaystyle \sigma ={\boldsymbol {\sigma }}^{T},\qquad (\sigma _{ij}=\sigma _{ji})\ i\neq j}
- Balanç d'energia (primer principi de la termodinàmica, 1 equació)

{\displaystyle \rho {\frac {du}{dt}}={\boldsymbol {\sigma }}:\mathbf {d} +\rho {\dot {Q}}-{\boldsymbol {\nabla }}\cdot \mathbf {q} }
- Desigualtat de Clasius-Plank (segon principi de la termodinàmica, 1 restricció)

{\displaystyle \theta {\dot {s}}-{\dot {u}}+\sum _{i,j}\sigma _{ij}{\dot {\varepsilon }}_{ij}+{\frac {\mathbf {q} \cdot {\boldsymbol {\nabla }}\theta }{\theta }}\geq 0}
- Llei de Fourier (3 equacions)

{\displaystyle \mathbf {q} =-K{\boldsymbol {\nabla }}\theta }
- Equacions constitutives del mitjà continu (6+1 equacions)

{\displaystyle {\begin{cases}f_{i}({\boldsymbol {\sigma ,\varepsilon ,{\dot {\varepsilon }}}},\theta ,{\boldsymbol {\mu }})&(6{\mbox{ec}},i\in \{1,\dots ,12\})\\s=s({\boldsymbol {\varepsilon }},\theta ,{\boldsymbol {\mu }})&(1{\mbox{ec}})\end{cases}}}
on μ és un conjunt de n variables termodinàmiques introduïdes per les equacions constitutives anteriors.{\displaystyle {\boldsymbol {\mu }}}
- Equacions termodinàmiques d'estat (1+n relacions):

{\displaystyle {\begin{cases}u=u(\rho ,{\boldsymbol {\sigma ,\varepsilon }},\theta ,{\boldsymbol {\mu }})&(1\ {\mbox{ec}})\\F_{j}({\boldsymbol {\rho ,\theta }},{\boldsymbol {\mu }})=0&(n\ {\mbox{ec}},j\in \{1,\dots ,n\})\end{cases}}}
- Relacions deformació-desplaçament (9 equacions) i velocitat de deformació-desplaçament (9 equacions) i velocitat-desplaçament (3 equacions):

{\displaystyle {\boldsymbol {\varepsilon }}={\boldsymbol {\varepsilon }}(\mathbf {u} ),\qquad {\dot {\boldsymbol {\varepsilon }}}={\frac {d{\boldsymbol {\varepsilon }}}{dt}},\qquad {\frac {d\mathbf {u} }{dt}}=\mathbf {v} }

## Anàlisi termomecànic
L'anàlisi termomecànic (ATM) és una tècnica usada en l'anàlisi tèrmica, una subdisciplina de la ciència de materials que estudia el canvi en les propietats dels materials amb la temperatura. L'anàlisi termomecànic també pot ser vist com una subdisciplina de la mermomecanometria (TM).